# Paweł Grąbecki
Paweł Grąbecki (Grambecki) herbu Jastrzębiec (zm. po 1520 roku) – sędzia ziemski płocki w 1505 roku, pisarz ziemski płocki w latach 1502-1505, pisarz wiski w 1489 roku.
Poseł na sejm piotrkowski 1512 roku z województwa płockiego.